# Pauline Sillett
Pauline Sillett, po mężu Pick (ur. 22 kwietnia 1949 w Bury, Wielki Manchester) – emerytowana brytyjska pływaczka specjalizująca się głównie w stylu dowolnym i zmiennym.

## Życiorys
Pauline Sillett urodziła się 22 kwietnia 1949 w Bury w Wielkim Manchesterze w Wielkiej Brytanii. Swoją karierę sportową jako pływaczka rozpoczęła w 1964 roku w wieku 15 lat, występując po raz pierwszy na Letnich Igrzyskach Olimpijskich w Tokio w Japonii jako reprezentantka Wielkiej Brytanii.
Dwa lata później, Sillett wzięła udział w Mistrzostwach Europy w Pływaniu w Utrechtcie w Holandii, startując w dyscyplinach na 100 m stylem dowolnym oraz sztafecie 4 × 100 stylem zmiennym, zdobywając dwa brązowe medale.